# Petit Torneo 2018 (Primera A) - Liga Chacarera
El Petit Torneo de Primera División 2018, fue organizado por la Liga Chacarera de Fútbol.
En el que participan los 4 mejores equipos ubicados en la Tabla de Posiciones, desde el 2° al 5° puesto.
Se desarrolla por el sistema de eliminación directa, con partidos de ida y vuelta.
El Campeón clasificaba al Torneo Provincial 2019, pero la Liga decidió no participar.

## Formato
- Participan 4 equipos
- Se disputa por el sistema de eliminación directa, con ida y vuelta.
- Si hay empate en el global, se define mediante los penales.
- Los ganadores de semifinales avanzan a la Final.
- El ganador de la Final se consagrará campeón y obtendrá la clasificación al Torneo Provincial 2019.

## Equipos participantes
| # | Equipo                      | Ciudad         | Clasificado como |
| - | --------------------------- | -------------- | ---------------- |
| 1 | Club Atlético Independiente | San Antonio    | 3° Torneo Anual  |
| 2 | Club Atlético San Martín    | El Bañado      | 4° Torneo Anual  |
| 3 | Club Sportivo Social Rojas  | Santa Rosa     | 5° Torneo Anual  |
| 4 | Club Sportivo Los Sureños   | Pozo El Mistol | 6° Torneo Anual  |

## Competición

### Cuadro de desarrollo
|  | Semifinales                 | Semifinales                 | Semifinales  | Semifinales | Semifinales |       |                        | Final                  | Final | Final | Final | Final |
|  |                             |                             |              |             |             |       |                        |                        |       |       |       |       |
|  | Independiente (San Antonio) | Independiente (San Antonio) | 0            | 0           | 0           |       |                        |                        |       |       |       |       |
|  | San Martín (El Bañado)      | San Martín (El Bañado)      | 3            | 2           | 5           |       |                        |                        |       |       |       |       |
|  |                             |                             |              |             |             |       | San Martín (El Bañado) | San Martín (El Bañado) | 1     | 1     | 2 (5) |       |
|  |                             | Social Rojas                | Social Rojas | 1           | 1           | 2 (4) |                        |                        |       |       |       |       |
|  | Social Rojas                | Social Rojas                | 2            | 1           | 3           |       |                        |                        |       |       |       |       |
|  | Los Sureños                 | Los Sureños                 | 1            | 0           | 1           |       |                        |                        |       |       |       |       |

### Semifinales
| 23 de noviembre, 20:00 | San Martín                                                | 3 - 0   | Independiente (SA) | Primo A. Prevedello, San Isidro |                             |
|                        | Gastón Vega 24' · Néstor Agüero 29' · Fernando Demare 52' | Reporte |                    | Árbitro(s): Hernán Palacios     | Árbitro(s): Hernán Palacios |

| 1 de diciembre, 19:00 | Independiente (SA) | 0 - 2   | San Martín          | Primo A. Prevedello, San Isidro |                          |
|                       |                    | Reporte | 44' 52' Gastón Vega | Árbitro(s): Jesús Aldeco        | Árbitro(s): Jesús Aldeco |

| 28 de noviembre, 20:00 | Los Sureños             | 1 - 2   | Social Rojas                        | Primo A. Prevedello, San Isidro |                             |
|                        | Fernando Flores 90+3' · | Reporte | 27' Luis Romano · 68' Franco Juárez | Árbitro(s): Exequiel Agüero     | Árbitro(s): Exequiel Agüero |

| 2 de diciembre, 19:00 | Social Rojas                                                        | 1 - 0   | Los Sureños         | Primo A. Prevedello, San Isidro |                           |
|                       | Luis Romano 15' · Hugo Palacios 70' · Exequiel Olivera Aguilera 73' | Reporte | 89' Fernando Flores | Árbitro(s): Federico Cano       | Árbitro(s): Federico Cano |

### Final
| 6 de diciembre, 20:00 | Social Rojas      | 1 - 1 | San Martín          | Primo A. Prevedello, San Isidro |                             |
|                       | Franco Juárez 59' |       | 27' Fernando Demare | Árbitro(s): Exequiel Agüero     | Árbitro(s): Exequiel Agüero |

| 10 de diciembre, 21:00 | San Martín                                                                                     | 1 - 1 (5:4 p.)             | Social Rojas                                                         | Primo A. Prevedello, San Isidro |             |
|                        | Alexis Vega 52' (pen.)                                                                         | Reporte                    | 54' Franco Juárez                                                    | Árbitro(s):                     | Árbitro(s): |
|                        |                                                                                                | Tiros desde el punto penal |                                                                      |                                 |             |
|                        | Alexis Vega · Ariel Camaño · Fernando Demare · Fernando Pacheco · Gastón Vega · Sergio Salcedo |                            | Luis Romano · Franco Juárez · Omar Seco · Molina · Palacios · Vargas |                                 |             |

|                                       |
| Club Atlético San Martín (El Bañado)  |
| Campeón Petit Torneo 2018 (Primera A) |

## Estadísticas

### Goleadores
| Jugador         | Equipo       | Goles |
| --------------- | ------------ | ----- |
| Franco Juárez   | Social Rojas | 3     |
| Gastón Vega     | San Martín   | 3     |
| Fernando Demare | San Martín   | 2     |
| Luis Romano     | Social Rojas | 2     |
| Alexis Vega     | San Martín   | 1     |
| Fernando Flores | Los Sureños  | 1     |
| Néstor Agüero   | San Martín   | 1     |